# La Défaite
La Défaite (Nederlaget) est une pièce de l'auteur norvégien Nordahl Grieg, publiée en 1937.

## Sujet
Le sujet de la pièce est la Commune de Paris de 1871, et la pièce décrit les événements historiques autour de ce soulèvement révolutionnaire. Le protagoniste principal est l'enseignante pacifiste Gabrielle Langevin, mais il y a aussi des personnages historiques comme Gustave Courbet.
La problématique fondamentale de la pièce est de savoir si le mal peut être combattu par le mal. Dans la pièce, les bonnes forces perdent et les rebelles sont exécutés à la fin de la pièce.
Dans le même temps, la pièce est perçue à la lumière de la dictature de Franco et de la guerre civile espagnole.

## Première
La Défaite a été mise en scène pour la première fois au Théâtre national à Oslo le 25 mars 1937, puis à la Nationale Scene à Bergen un mois plus tard. La pièce a reçu des critiques très positives et a été jouée dans plusieurs salles majeures des pays nordiques.

## Postérité
Le drame de Bertolt Brecht Die Tage der Commune (Les Jours de la Commune) de 1949 est basé sur le texte de Grieg. La première de cette pièce a eu lieu en 1957.